# さくら!咲きますッ
『さくら!咲きますッ』（さくら!さきますッ）は、麻生いずみによる日本の漫画作品。『Jour』（双葉社）にて1999年5月号から2000年4月号まで連載された。単行本（文庫版）は全1巻。

## あらすじ
主人公・小林さくらは大学の陸上部で長距離走をやっていたが4年間これといった記録も残せず、就職活動も上手く行かずで落ち込んでいた。ある日Jリーグのチーム・浦和レッド・スターズのファン感謝デーにアルバイト先の出店(でみせ)の臨時販売員として参加する。ファン感謝デーのシュート・スピード測定で100km/hをマークしアシスタントで来ていた草サッカーチームフォクシー・レディースの竹内に誘われてフォクシー・レディースに入るが、サッカーはズブの素人でそう簡単には自分の意のままにはプレーできず……。

## 登場人物

### フォクシー・レディース
草サッカーチームだがメンバーはさくら以外は全員、元Lリーガーである。
小林 さくら（こばやし さくら）
背番号12。1976年4月15日生の23歳。長野県出身。ポジションはFW。大学での4年間陸上部に在籍、長距離走が専門だったが完走率が高い以外これといった記録や成績を残せず、就職活動でも大卒女子は就職難のため非採用通知のオンパレード、これといってやりたい仕事がある訳でもなく実家からは「家に戻ってこい」といわれ、バイト（谷口屋ベーカリー）で悶々とした気持ちを紛らわす日々を送っていたが、竹内にフォクシー・レディースに誘われ入団したことから紆余曲折を経てLリーガーになるという新たな目標を見つけ、エルシー・コーヒーの社長である松岡一興との出会いによりエルシー・コーヒーに就職し、また高樹慎也と恋仲になっていく。
元来利き足は右足だが球技経験者ではないためか利き足の意識がほとんど無く左足でも右足と遜色ないキック力がある。
竹内（たけうち）
背番号8。浦和レッド・スターズのファン感謝デーのシュート・スピード測定で100km/hを出したさくらをフォクシー・レディースにスカウトした。サッカー初心者のさくらを色々と気遣う。
及川 厚子（おいかわ あつこ）
背番号11。ポジションはFW。既婚。出産のため一時チームを離れていたが復帰してきた。草サッカーチームにいるとはいえ、元Lリーガーであることにプライドがある。勝気できつい性格のためLリーグ経験者でないさくらに当初は辛くあたる。
中島（なかじま）
背番号6。ポジションはMF。独身。実家は“中華らーめん丸”という中華料理店を営んでおり、出前などの手伝いをしている。かつては及川厚子と同じLリーグのチームでプレーしていたが親会社が倒産しチームも消滅したため現在は実家の家業を手伝いながらフォクシー・レディースでプレーしている。Lリーグ時代から持久力不足が弱点でフルタイムのプレーが出来ない。そのことをLリーグ在籍時より厚子からきつく指摘されている。竹内とともにさくらを暖かく見守っている。機会があればLリーグのチームの入団テストを受たいと思っている。
岩村（いわむら）
背番号5。元Lリーガー。
岸田 秀子（きしだ ひでこ）
背番号7。1972年9月12日生の27歳。ポジションはFW。愛称：ヒー子。元Lリーガー。

### 浦和レッド・スターズ
高樹 慎也（たかぎ しんや）
背番号27→5。27歳。ポジションはDF。大学を卒業後Jリーグ浦和レッド・スターズに入団、約5年前に試合中に負傷した黒木孝至に替わり途中出場、そのままセンターバックのレギュラーの座に据わり復帰した黒木に明け渡すことなく今日に至る。さくらのことは時にアドバイスを贈り、時に影から見守るなど竹内や中島とはまた違った形でさくらを支える。
池ノ端（いけのはた）
ポジションはDF。イエローカードの警告累積により出場停止になった節のみ高樹慎也に替わりスタメン出場する新人。

### 浦和ペガサス
松岡一興が社長のエルシー・コーヒーが親会社になり設立されたLリーグの新チーム。
黒木 孝至（くろき たかし）
浦和ペガサスの監督。かつては浦和レッド・スターズのセンターバックのレギュラーだったが、負傷のためレギュラーポジションを高樹慎也に奪われ、引退に追い込まれることになる。
早坂 美和子（はやさか みわこ）
ポジションはMFでトップ下の司令塔。15歳の中学生でアメリカ出身である。
藤崎 友加（ふじさき ゆうか）
エルシー・コーヒー浦和工場に勤めるOLでさくらと共に浦和ペガサスの入団テストを受験し合格した。ポジションはGK。身長178cm。

### その他
高樹 俊太（たかぎ しゅんた）
背番号2。中学生。愛称：チビ太。浦和市立北浦中学のサッカー部所属。ポジションはDFで浦和レッド・スターズの高樹慎也の弟である。負けず嫌いな性格で遊びで負けても悔し涙にくれるほどである。ディフェンダーとしては小柄なためさくらからは小学生と間違われたが物語の終盤では背丈もさくらより高くなり、U-15の日本代表にも選ばれた。
松岡 一興（まつおか かずおき）
エルシー・コーヒーの社長。高樹慎也と同じ大学を卒業。大学在学中より会社の経営に携わってきた若き実業家である。
松岡 一興の父（まつおか かずおきのちち）
エルシー・コーヒーの会長で松岡一興の父である。無類のサッカー好きで女子サッカーのアマチュアチーム大会であるエルシー・カップのスポンサーでもある。公園で犬の散歩中に小学生がふざけて野球のグローブを木の上に引っ掛けてしまいそれを見たさくらがフリーキックでグローブを取ってあげるところを見かけてさくらに興味を持つ。
エルシー・カップの試合観戦時にさくらの蹴ったボールをぶつけられ気絶する。若い頃に自身もサッカーをやっていた。
小林 さくらの父（こばやし さくらのちち）
長野で「こばやし果樹園」を経営している。
小林 さくらの母（こばやし さくらのはは）
いつまでも就職できずにいるさくらを心配し、さくらに説教と小言を言っている。
小林 さくらの兄（こばやし さくらのあに）
「こばやし果樹園」を手伝っている。Lリーガーになりたいと言い出したさくらに、「仕送りはもうしない。自分の力だけでやれ。」と突き放す。
悟（さとる）
さくらの両親が内緒で計画したさくらの見合いの相手。近所の農家の息子でさくらの幼馴染。
大澤 エリ（おおさわ えり）
芸能界の人気女優。高樹慎也が大学時代につき合っていた元彼女（モトカノ）で一時は学生結婚するとまで言われたが、当時駆け出しのタレントだったエリが一気にブレークしスターダムにのし上がった為に関係は自然消滅した形になった。のちに脚本家の現夫と結婚したものの、夫からのドメスティックバイオレンスに悩まされ元彼の慎也をたよりホテルに匿ってもらい、カウンセリングも受けさせてもらった。そのことが週刊誌に不倫か?、再婚か?と騒がれたため、週刊誌を読んださくらを悩ませることになる。

## 単行本
- 双葉文庫名作シリーズ（双葉社）全1巻、ISBN 4-575-72375-4